# Garcinia hessii
Garcinia hessii är en tvåhjärtbladig växtart som först beskrevs av Britt., och fick sitt nu gällande namn av Alain H. Liogier. Garcinia hessii ingår i släktet Garcinia och familjen Clusiaceae. Inga underarter finns listade i Catalogue of Life.